# Педро Беругете
Педро Беругете (на испански: Pedro Berruguete, * 1450 в Паредес де Нава, днес провинция Паленция, Испания, † 1504 в Авила) е испански художник между периодите на готиката и ренесанса.
През 1480 г. той отива в Италия в двора на Федерико да Монтефелтро, херцог на Урбино.
През 1482 г. той се връща в Испания. Работи в множество градове, между тях Севиля, Толедо и Авила. Негов потомък е значимият скулптор Алонсо Беругете.